# Collision ferroviaire de Milavče
 (août 2021).
La collision ferroviaire de Milavče est survenue le 4 août 2021 lorsque deux trains de voyageurs sont entrés en collision à Milavče, en République tchèque. Trois personnes ont été tuées et 67 autres ont été blessées.

## Collision
Deux trains de voyageurs sont entrés en collision frontale à Milavče, dans la région de Plzeň, en République tchèque, à 8 h 6 heure locale (6 h 6 UTC). Un des trains exploitait un service local, de Plzeň (en) à Domažlice. L'autre était un service international de Munich, en Allemagne, à Prague, en République tchèque. Trois personnes ont été tuées et 67 ont été blessées, dont cinq grièvement. Les trains étaient exploités par České dráhy et Die Länderbahn (en). Le train Die Länderbahn était exploité par un équipage tchèque. Le train local était exploité par une automotrice diesel ČD Class 844 RegioShark. Les personnes tuées étaient à la fois les conducteurs et une passagère, celle ci de nationalité francaise agée de 21 ans. Une personne a été portée disparue. Des secouristes allemands ont aidé leurs collègues tchèques,. Quatre hélicoptères ont transporté les blessés vers les hôpitaux de Plzeň. Dix patients moins gravement blessés ont été transportés vers des hôpitaux en Allemagne. Le ministre tchèque des Transports Karel Havlíček a déclaré que le train international avait franchi un signal d'arrêt (en) (SPAD),. Les dommages ont été estimés à plus de 100 000 000 couronnes tchèques

## Enquêtes
Le Bureau d'inspection de la sécurité ferroviaire (en) (RSIO ; tchèque : Drážní inspekce) a ouvert une enquête sur l'accident. L'enquête devrait prendre plusieurs mois. L'inspecteur général de la RSIO, Jan Kučera, a déclaré qu'on ne savait pas si le SPAD était le résultat d'un défaut technique du train ou d'une erreur du conducteur. Une enquête pénale a également été ouverte car la négligence était soupçonnée d'être l'une des causes de l'accident. České dráhy a également ouvert une enquête sur l'accident.